# Jinduicheng Molybdenum
Jinduicheng Molybdenum Group Mining Corporation (SSE: 601958) er en kinesisk metalvirksomhed specialiseret i molybdæn. Virksomheden producerer, sælger og fabrikerer molybdæn-produkter. Virksomhedens molybdænholdige materialer omfatter bl.a. en mybdænholdig cement, ferromolybdæn; molybdænmetalprodukter, inklusive molybdænpulver, molybdænplader, molybdænstange, molybdænkabler og andet. Desuden molybdænkemikalier, inklusive ammoniummolybdæn, molybdændisulfid og molybdænoxid, osv. Virksomheden, der har hovedsæde i Xi'an, er etableret i 1958 og har omkring 5.000 ansatte.
Virksomheden blev i 2008 børsnoteret på Shanghai Stock Exchange.